# Senna Agius
Senna Agius (Liverpool, 9 giugno 2005) è un pilota motociclistico australiano, campione europeo Moto2 nel 2023.

## Carriera

### Gli inizi
Inizia a gareggiare nel 2013, prendendo dimestichezza con il flat-track e il motocross. Dopo diversi titoli nazionali sullo sterrato, passa alle corse su pista partecipando al campionato australiano Supersport 300 oltre che alla Asian Talent Cup. Nel 2020 si trasferisce, insieme al padre Jonathan, in Europa per prendere parte al FIM Junior GP.
Dopo un periodo di ambientamento decide di passare alla classe Moto2 del campeonato de España de Velocidad, valevole come campionato europeo. Nel 2022, in sella ad una Kalex del team Promoracing, vince due gare ed è vice-campione. Nel 2023 passa al Liqui Moly Husqvarna Intact GP Junior Team col quale vince otto delle undici gare previste laureandosi campione continentale.

### Motomondiale
Nel 2022 ha l'opportunità di esordire nel motomondiale: viene infatti chiamato, sia a metà campionato che per la gara conclusiva di Valencia, a sostituire l'infortunato Sam Lowes per il team Marc VDS Racing. Il nono posto conquistato nell'ultima prova gli consente di classificarsi ventiseiesimo in classifica piloti. Nel 2023, lo stesso team con cui gareggia per il titolo europeo, lo chiama a sostituire gli infortunati Darryn Binder e Lukas Tulovic nel mondiale Moto2. In questa circostanza disputa cinque Gran Premi senza ottenere punti. Nel 2024 disputa la sua prima stagione completa nel Motomondiale: nuovamente con Intact GP e con Darryn Binder come compagno di squadra. In occasione del Gran Premio d'Australia conquista il suo primo podio iridato; conclude l'annata al diciottesimo posto.

## Risultati nel motomondiale
| 2022 | Classe | Moto  |  |  |  |  |  |  |  |  |  |  |  |  |    |     |    |  |  |  |  |   |  |  | Punti | Pos. |
| ---- | ------ | ----- |  |  |  |  |  |  |  |  |  |  |  |  | -- | --- | -- |  |  |  |  | - |  |  | ----- | ---- |
| 2022 | Moto2  | Kalex |  |  |  |  |  |  |  |  |  |  |  |  | 17 | Rit | 16 |  |  |  |  | 9 |  |  | 7     | 26º  |

| 2023 | Classe | Moto  |  |  |  |    |    |  |  |  |  |  |     |     |  |    |  |  |  |  |  |  |  |  | Punti | Pos. |
| ---- | ------ | ----- |  |  |  | -- | -- |  |  |  |  |  | --- | --- |  | -- |  |  |  |  |  |  |  |  | ----- | ---- |
| 2023 | Moto2  | Kalex |  |  |  | 21 | 19 |  |  |  |  |  | Rit | Rit |  | 21 |  |  |  |  |  |  |  |  | 0     |      |

| 2024 | Classe | Moto  |    |    |    |     |    |   |    |    |    |    |    |    |    |   |     |    |   |     |     |    |  |  | Punti | Pos. |
| ---- | ------ | ----- | -- | -- | -- | --- | -- | - | -- | -- | -- | -- | -- | -- | -- | - | --- | -- | - | --- | --- | -- |  |  | ----- | ---- |
| 2024 | Moto2  | Kalex | 17 | 14 | 17 | Rit | 13 | 5 | 17 | 11 | 11 | 10 | 15 | 16 | 11 | 7 | Rit | 20 | 3 | Rit | Rit | 12 |  |  | 67    | 18º  |

| 2025 | Classe | Moto  |   |    |    |    |   |    |   |   |    |   |    |    |     |     |  |  |  |  |  |  |  |  | Punti | Pos. |
| ---- | ------ | ----- | - | -- | -- | -- | - | -- | - | - | -- | - | -- | -- | --- | --- |  |  |  |  |  |  |  |  | ----- | ---- |
| 2025 | Moto2  | Kalex | 3 | 13 | 23 | 14 | 3 | 14 | 1 | 4 | 13 | 9 | 11 | 15 | Rit | Inf |  |  |  |  |  |  |  |  | 93    |      |

| Legenda | 1º posto        | 2º posto            | 3º posto            | A punti      | Senza punti        | Grassetto – Pole position Corsivo – Giro più veloce |
| Legenda | Gara non valida | Non qual./Non part. | Ritirato/Non class. | Squalificato | '-' Dato non disp. | Grassetto – Pole position Corsivo – Giro più veloce |